# 孙忠宝
孙忠宝，中华人民共和国外交官。2014年10月至2016年，任驻大阪副总领事。2016年至2018年11月，任驻福冈副总领事。